# Ciesse Piumini
Ciesse Piumini è un marchio di abbigliamento sportivo, fondato nel 1976 a Borgo a Buggiano dal proprietario della Ligron Spa Silvano Cinelli.
Il nome "Ciesse" deriva dalle iniziali Ci - Esse di Cinelli Silvano. Il logo è rappresentato da un "ligrone", nome che deriva dal ligre, il più grande felino vivente, incrocio tra un leone maschio e una tigre femmina.

## Storia

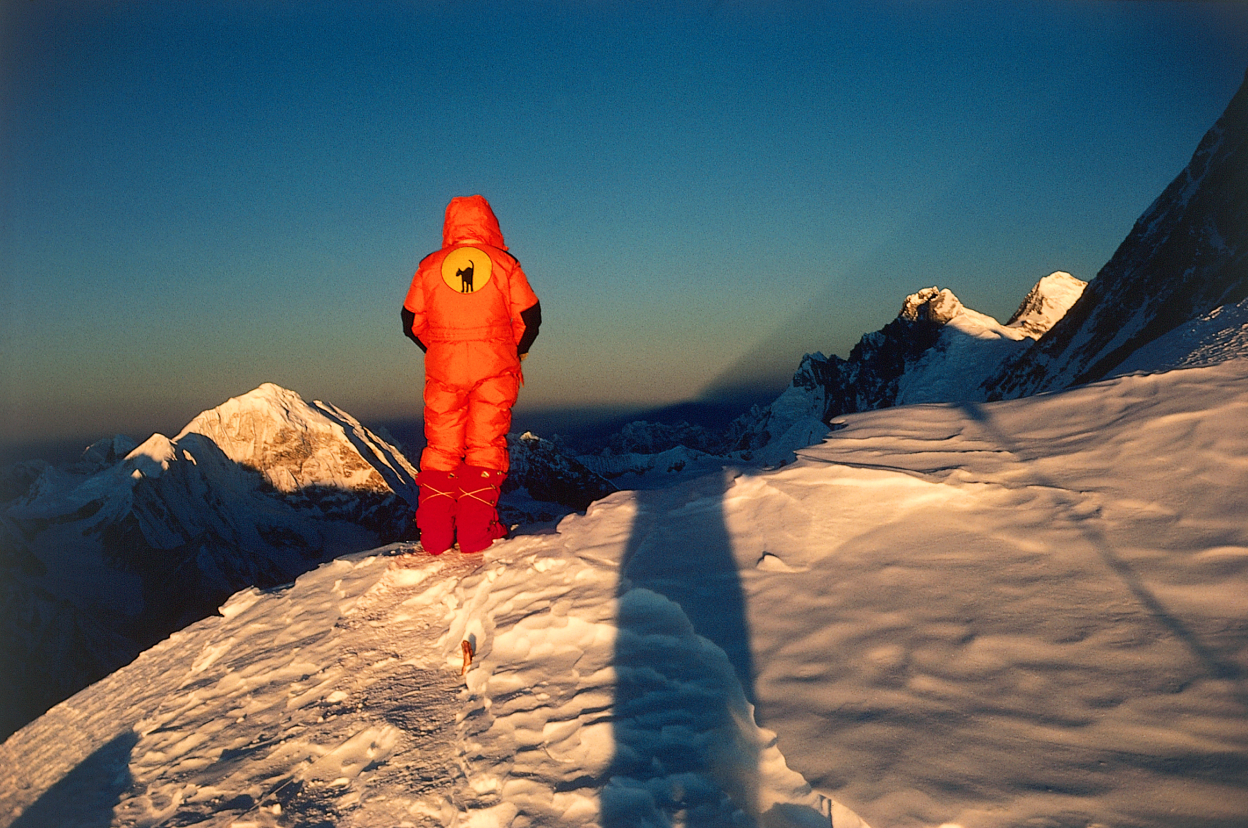
Spedizione sull'Himalaya equipaggiata da Ciesse Piumini

Nel 1964 Silvano Cinelli fonda la Cinelli Piume. L'azienda si occupa di lavorazione della piuma naturale e fino al 1976 della produzione di cuscini e trapunte. È quello l'anno in cui, dalle iniziali del suo fondatore, nasce il marchio Ciesse Piumini che si specializza nell'abbigliamento sportivo tecnico adatto allo sci e all'alpinismo.
L'equipaggiamento tecnico della prima spedizione italiana in Antartide,  organizzata dall'allora Comitato Nazionale per l'Energia Nucleare (CNEN, l'odierno ENEA), viene fornito da Ciesse Piumini.
Con la nuova produzione di abbigliamento tecnico sportivo e di piumini alla moda, adatti anche alla città, vengono acquistati un secondo stabilimento a Ponte Buggianese e un altro complesso ad Altopascio dove, nel 1984, vengono trasferiti alcuni uffici e una parte della produzione. Ciesse è stata la prima azienda italiana a produrre piumini sportivi e a utilizzare il Gore-Tex, un materiale tecnico inventato negli anni settanta e considerato all'avanguardia.
Gli anni ottanta sono gli anni d'oro del marchio Ciesse Piumini in termini di fatturato, di vendite e di successo al punto da far tentare all'azienda la scalata in borsa.
Dal 1988 però comincia il declino. Dopo un periodo particolarmente florido la Ligron Spa registra infatti una forte flessione del fatturato anche a causa di due inverni poco freddi che condizionano le vendite. Il 17 marzo 1989 un incendio distrugge un intero reparto della fabbrica di Borgo a Buggiano e nello stesso periodo chiude la Italpiumini, altra azienda di cui Cinelli è proprietario. Nei primi giorni di luglio dello stesso anno la Ligron Spa si vede rifiutato un fido di otto miliardi che fa prospettare la messa in liquidazione dell'azienda. Il 21 luglio però gli istituti di credito fanno dietrofront tenendo ancora in vita il marchio Ciesse. Al 1989 risale il tentato sequestro del figlio di Silvano Cinelli, Nicola, durante una vacanza della famiglia in Sardegna.
Dagli anni novanta Ciesse Piumini vive numerosi passaggi di proprietà.
Nel 1993 Cinelli è costretto a cedere il marchio alla Fila a causa della difficoltà di reggere la concorrenza. La Fila Holding lo lascerà nel 2003, assieme alla Fila Nederland, Fila Sport e Fila Usa, alla Sport Brands International, controllata dal fondo privato di investimenti statunitense Cerberus. Il fondo Cerberus cederà a sua volta il marchio Ciesse nel 2006 a un altro fondo statunitense, GEM (Global Emerging Markets), che tenterà di quotare la società in Borsa senza riuscirci.
È la italiana Fremil International Spa, che già distribuisce il marchio di abbigliamento per la neve, a rilanciare Ciesse Piumini dopo anni di assenza sul mercato rilevandola nel 2010 dal fondo GEM. Ciesse ritorna sulle sue vecchie tracce lanciando una collezione al Pitti 2011 e puntando sulla partnership con la sua rete di vendita con cui collabora per pianificare la collezione giusta con cui ripartire. Colpita dalla crisi economica, Fremil sarà costretta a chiedere il concordato in continuità.
La ristrutturazione finanziaria vede una nuova società, la Sport Fashion Service di Flavio Milani, prendere in affitto le attività della Fremil. Nel 2017 la Ciesse esce dal concordato ma nello stesso periodo cambia di proprietà la Sport Fashion Service, con l'ingresso al 70% di Franco Strocchi, un imprenditore marchigiano.
Nel novembre 2019 Mittel, la finanziaria che opera come merchant bank e in cui Strocchi è uno dei maggiori azionisti, acquisisce per complessivi 15 milioni di euro il 90% di Sport Fashion Service, la società che detiene il marchio Ciesse Piumini.